# Cyrestis latibimbata
Cyrestis latibimbata är en fjärilsart som beskrevs av Otto Staudinger. Cyrestis latibimbata ingår i släktet Cyrestis och familjen praktfjärilar. Inga underarter finns listade i Catalogue of Life.